# 莫佐利夫卡 (納德沃爾納亞區)
48°36′19″N 24°32′26″E / 48.60528°N 24.54056°E
莫佐利夫卡（烏克蘭語：Мозолівка），是烏克蘭的村落，位於該國西部伊萬諾-弗蘭科夫斯克州，由納德沃爾納亞區負責管轄，始建於1589年，面積10.12平方公里，2001年人口972。